# Ігри Ендера (серія творів)
«Ігри Е́ндера» відома також як «Сага Ендера» — серія науково-фантастичних книг, автором яких є Орсон Скотт Кард. Серія почалась із роману з однойменною назвою «Гра Ендера», що була опублікована в 1985 році. Наразі серія складається із чотирнадцяти романів, тринадцяти коротких оповідань та супутньої продукції: 47-и видань коміксів, аудіокниг, відеогри та фільму. Перші два романа із серії, «Гра Ендера» і «Голос тих, кого немає» (1986), виграли Премію Г'юго та Премію «Не́б'юла» та вважаються одними з найвпливовіших науково-фантастичних романів 1980-х років.
Сага Ендера розповідає про майбутнє, де людство чудом пережило вторгнення агресивної інопланетної раси, прозваної жучарами. Головний герой серії, Ендрю «Ендер» Віггін, хлопчик із видатними розумовими здібностями, вирушає в Бойову школу, щоб навчитися командувати флотом і відбити майбутнє повторне вторгнення.
Роман «Голос тих, кого немає» є продовженням роману «Гра Ендера». Дія книги відбувається приблизно в 5270 році, через 3000 років після подій у першій книзі. Ендеру (який тепер користується своїм справжнім ім'ям, Ендрю Віггін або псевдонімом «Голос тих, кого немає») 35 років. Наступні твори описують події, що передували оригінальному твору і відбувалися паралельно з ним.

## Хронологія саги
1. Земля свідома (англ. Earth Unaware) (2012)
2. Земля у вогні (англ. Earth Afire) (2013)
3. Земля прокидається (англ. Earth Awakens) (2014)
4. Рій (англ. The Swarm) (2016)
5. Вулик (англ. The Hive) (очікується)
6. Королева (англ. The Queens) (очікується)
7. Гра Ендера (англ. Ender's Game) (1985)
8. Тінь Ендера (англ. Ender's Shadow) (1999)
9. Тінь Гегемона (англ. Shadow of the Hegemon) (2001)
10. Маріонетки Тіні (англ. Shadow Puppets) (2002)
11. Тінь велета (англ. Shadow of the Giant) (2005)
12. Ендер у вигнанні (англ. Ender in Exile) (2008)
13. Бойова школа (англ. Fleet School) (очікується)
14. Тінь утікає (англ. Shadows in Flight) (2012)
15. Голос тих, кого немає (англ. Speaker for the Dead) (1986)
16. Ксеноцид (англ. Xenocide) (1991)
17. Діти розуму (англ. Children of the Mind) (1996)
18. Жива Тінь (англ. Shadows Alive) (очікується)

### Ендер Віггін
Перша частина серії починається із «Гри Ендера» і складається із шести творів, що розповідають історію Ендера Віггіна:
- Гра Ендера (англ. Ender's Game) (1985)
- Голос тих, кого немає (англ. Speaker for the Dead) (1986)
- Ксеноцид (англ. Xenocide) (1991)
- Діти розуму (англ. Children of the Mind) (1996)
- Війна дарів: Історія Ендера (англ. A War of Gifts: An Ender Story) (2007)
- Ендер у вигнання: Банди (англ. Ender in Exile: Ganges) (2009)

В той час, як «Гра Ендера» фантастичний твір, романи із трилогії («Голос тих, кого немає», «Ксеноцид» і «Діти розуму») — твори більш філософського характеру. Вони розкривають всю складність стосунків між людством та іншою інопланетною расою «свинок» (Piggies).
«Війна дарів: Історія Ендера» була опублікована в жовтні 2007 року, розповідає про перший рік навчання Ендера в бойовій школі.
Роман «Ендер у вигнанні», опублікований у листопаді 2008 року, розповідає про подорож Ендера до першої колонії (таким чином, книга є приквелом до «Голосу тих, кого немає»), а також про його зустріч із персонажем з Тіньової саги.

### Тіньова сага
Складається з п'яти романів, що присвячені людям, яких Ендер мусив лишити:
- Тінь Ендера (англ. Ender's Shadow) (1999)
- Тінь Гегемона (англ. Shadow of the Hegemon) (2001)
- Маріонетки Тіні (англ. Shadow Puppets) (2002)
- Тінь велета (англ. Shadow of the Giant) (2005)
- Тінь утікає (англ. Shadows in Flight) (2012)

Тіньова сага — це паралельний до «Гри Ендера» сюжет. Більшість подій романів написані з точки зору інших персонажів саги. Перші три книги розкривають історію боротьби за світове панування після війни з жучарами, а також історію дітей Бойової школи та брата Ендера, Пітера Віггіна.

### Мурашина війна

#### Перша Мурашина війна
Кард і Аарон Джонстон (Card and Aaron Johnston) написали трилогію, присвячену подіям Першої війни з прибульцями. Хронологічно дії серії відбуваються раніше всіх інших книг гри Ендера.
- Земля свідома (англ. Earth Unaware) (2012)
- Земля у вогні (англ. Earth Afire) (2013)
- Пробудження Землі (англ. Earth Awakens) (2014)

#### Друга Мурашина війна
Продовження «Першої Мурашиної війни», заплановані до публікації. Ймовірні назви романів (в порядку очікуваного видання) «Рій», «Вулик» і «Королева». Книги продовжують розповідь героя попередніх творів Віктора Дельгадо (Віко). Перша книга була опублікована 2 серпня 2016 року. Сюжет розгортається навколо першого вторгнення жучар на Землю, що було зупинено коаліцією корпоративних і міжнародних збройних сил, а також китайською армією.

### Бойова школа
Серія "Бойова школа" (Fleet School) розпочинається книгою "Діти флоту" [Архівовано 1 вересня 2021 у Wayback Machine.], що побачила світ 10 листопада 2017-го року. Дії відбуваються в Бойовій школі після того, як Міжнародний флот починає готувати дітей для служби командирами в колоніях.  

## Супутня продукція

### Комікси
Marvel Comics і Орсон Скотт Кард у 2008 році започаткували серію коміксів, яка доповнює події книжкової серії або є переказом книг. Всього вийшло 47 випусків. Самі комікси написані не Кардом, а Крістофером Йостом і Майком Кері.

### Відеоігри
У 2008 році стало відомо про плани випустити відеогру Ender's Game: Battle Room, присвячену командуванню космічними флотами. Однак, у 2010 році розробка припинилася.

### Аудіовистави
На основі роману «Гра Ендера» в 2013 було створено аудіовиставу «Гра Ендера наживо» (Ender's Game Alive). Вона включає понад 100 персонажів з унікальними акторами озвучування і поєднує події оригінального роману з іншими творами серії.

### Фільм
У 2013 вийшла екранізація «Гри Ендера» режисера Ґевіна Гуда — фільм «Гра Ендера». Він здобув позитивні оцінки глядачів та критиків, але ледве окупився.